# Политически репресии в Съветския съюз
През цялата история на Съветския съюз десетки милиони хора са подложени на политически репресии, които стават инструмент на държавната власт след Октомврийската революция. Кулминацията им е по време на ерата на Сталин, след което намаляват, но продължават да съществуват по време на „размразяването при Хрушчов“. Следва засилено преследване на съветските дисиденти по време на ерата на Брежнев, но политическите репресии продължават да съществуват до края на управлението на Михаил Горбачов, когато спират в съответствие с неговите политики на гласност и перестройка.

## Исторически корени и начало
Тайната полиция има дълга история в царска Русия. Иван Грозни използва Опричнина, докато в по-скорошни исторически времена са създадени Трето отделение и Охранка.
В първите години на Съветска Русия като теоретична основа на репресиите се възприема ленинският възглед за класовата бора и поставената цел за установяване на диктатура на пролетариата. След формирането на СССР през 1922 г. правната основа за извършване на политически репресии е формулирана в член 58 от Наказателния кодекс на Руската СФСР от 1922 г. и аналогичните членове в законодателството на другите съюзни републики.
Според марксисткия историк Марсел Либман, по време на Гражданската война Ленин предприема забрана на опозиционните партии, провокиран от факта, че няколко политически партии или встъпват във войната срещу новото съветско правителство, или го саботират, сътрудничат си със свалените царисти, или правят опити за покушения срещу Ленин и други болшевишки лидери. Либман отбелязва, че опозиционни партии като кадетите, които са демократично избрани в Съветите на някои райони, след това застават на страната на царските и чуждестранните капиталистически военни сили. В резултат на това болшевиките забраняват всяка опозиционна партия, когато тя се обърне срещу съветското правителство. Тази забрана на партии няма същия репресивен характер както по-късни забрани, наложени по време на сталинисткия режим. Троцки твърди, че той и Ленин са възнамерявали да премахнат забраната за опозиционни партии като меншевиките и есерите веднага щом икономическите и социалните условия в Съветска Русия се подобрят.
Понякога репресираните са обявявани за врагове на народа. Наказанията включват бързи екзекуции, изпращане на невинни хора в ГУЛАГ, принудително преселване и отнемане на гражданските права. Репресиите се изпълняват от тайната полиция ЧК и нейните наследници, както и от други държавни органи. Периодите на засилени репресии са получили отделни имена като: Червеният терор, колективизацията, Голямата чистка, делото срещу лекарите и други. Тайните полицейски сили многократно са извършвали масови убийства на затворници. Репресии са се извършвали и в съветските републики и в териториите, окупирани от Червената армия по време и след Втората световна война, включително в прибалтийските държави и Източна Европа.
В отговор на държавните репресии сред народа епизодично възниква съпротива, като например Тамбовското селско въстание (1920 – 1921), Кронщатското въстание (1921) и Воркутинското въстание (1953). Съветските власти потушават тази съпротива с помощта на армията и с прояви на жестокост. По време на потушаването на Тамбовското въстание от 1920 – 1921 г. около 100 000 селски бунтовници и техните семейства са арестувани или депортирани, а може би 15 000 са екзекутирани. По време на бунта Михаил Тухачевски (главнокомандващ на Червената армия в района) разрешава на войниците да използват химическо оръжие срещу села с цивилно население и бунтовници. Публикации в местните комунистически вестници открито възхваляват ликвидирането на „бандитите“ с отровен газ. Вътрешните войски на Министерство на вътрешните работи (на руски: Внутренние войска МВД СССР) и Червената армия практикуват тактиката на терор, като вземат множество заложници и ги екзекутират, често във връзка с дезертьорствата на насилствено мобилизирани селяни. Според Орландо Файджис, през 1918 г.от Червената армия дезертират над 1 милион души, през 1919 г.- около 2 милиона души и почти 4 милиона през 1921 г. Около 500 000 дезертьори са арестувани през 1919 г. и близо 800 000 през 1920 г. от войските на Чека и специалните подразделения, създадени за борба с дезертьорствата.
Троцки предприема драконовски мерки срещу дезертьорите и през 1919 г. от общо 837 000 укриващи се от военна служба са екзекутирани 612 „закоравели“ дезертьори. Според Файджис, „повечето дезертьори (предимно регистрирани като „слабоволни“) са върнати на военните власти и изпратени в части от тиловите армии или директно на фронта“. Когато нуждата от подкрепления става отчаяна, в армията са върнати дори регистрираните като „закоравели“ дезертьори. Форджес също така отбелязва, че Червената армия въвежда седмици на амнистия, за да насърчи доброволното завръщане на 98 000 – 132 000 дезертьори в армията.

## Червен терор
В книгата си „Тероризъм и комунизъм: Отговор на Карл Кауцки“ Троцки твърди, че прибягването към червения терор започва в отговор на Белия терор извършван от силите на Бялата гвардия. Сред западните историци няма консенсус относно броя на смъртните случаи от Червения терор в Съветска Русия. Един източник дава оценки за 28 000 екзекуции годишно от декември 1917 г. до февруари 1922 г. Оценките за броя на разстреляните в началния период на Червения терор са най-малко 10 000. Оценките за целия период варират от минимум 50 000 до максимум 140 000 или 200 000 екзекутирани. Повечето оценки за общия брой екзекуции посочват цифра около 100 000. Социалният учен Николай Заяц от Националната академия на науките на Беларус обаче твърди, че цифрите са силно преувеличени поради пропагандата на Бялата армия.
Според разследването на Вадим Ерлихман, броят на жертвите на червения терор е най-малко 1 200 000 души. Според Робърт Конкуест, през 1917 – 1922 г. са разстреляни общо 140 000 души Николай Заяц твърди, че броят на разстреляните от ЧК през 1918 – 1922 г. е около 37 300 души, а по присъди на трибуналите през 1918 – 1921 г. – 14 200, т.е. общо около 50 000 – 55 000 души, въпреки че екзекуциите и зверствата не са ограничени само до ЧК, а са организирани и от Червената армия.
През 1924 г. антиболшевишкият народен социалист Сергей Мелгунов (1879 – 1956) публикува подробен отчет за Червения терор в Русия, където цитира оценките на професор Шарл Саролеа за 1 766 188 смъртни случая от болшевишката политика. Той поставя под въпрос точността на данните, но подкрепя „характеризирането на терора в Русия“ от Саролеа, заявявайки, че то съответства на реалността. Съвременният историк Сергей Волков, оценявайки Червения терор като цялостната репресивна политика на болшевиките през годините на Гражданската война (1917 – 1922), изчислява преките жертви на Червения терор на 2 милиона души. Изчисленията на Волков обаче не са потвърдени от други големи учени.

## Колективизация
Колективизацията в Съветския съюз е политика, провеждана от съветското правителство между 1928 и 1933 г., за консолидиране на индивидуално владяната земя и труда на селяните в колективни земеделски стопанства (колхози). Съветските ръководители са уверени, че замяната на индивидуалните селски стопанства с колхози незабавно ще увеличи доставките на храна за градското население, доставките на суровини за преработвателната промишленост и износа на селскостопански продукти като цяло. По онова време колективизацията се разглежда като решение на кризата в разпределението на селскостопанските продукти (главно в доставките на зърно), която се развива след 1927 г. насам и става все по-остра, докато Съветският съюз продължава амбициозната си програма за индустриализация. Тъй като с изключение на най-бедните, селяните се съпротивляват на политиката на колективизация, правителството прибягва до сурови мерки, за да принуди земеделските производители да се колективизират. В разговор си с Уинстън Чърчил, Йосиф Сталин дава своята оценка за броя на репресираните заради съпротивата си срещу съветската колективизация кулаци на 10 милиона, включително и насилствено депортираните. Съвременните историци оценяват броя на жертвите при колективизацията на между шест и 13 милиона.

## Голямата чистка
Голямата чистка (или Големият терор) е серията от кампании за политически репресии и преследвания в Съветския съюз, организирани от Йосиф Сталин през 1937 – 1938 г. Тя включва чистки в партията, репресии срещу селяните, депортации на етнически малцинства и преследване на независими лица. Характеризира се с широко разпространено полицейско наблюдение, широко разпространени обвинения в „саботаж“, лишаване от свобода и убийства. Оценките за броя на смъртните случаи, свързани с Голямата чистка, варират по официални цифри между 681 692 и близо 1,2 милиона души.

## Преследване на ЛГБТ
На 15 септември 1933 г. заместник-началникът на ОГПУ Генрих Ягода докладва на Йосиф Сталин за разкриването на „заговор на хомосексуалната общност“ в Москва, Ленинград и Харков. Както Ягода посочва в обяснителната бележка, „заговорниците са се занимавали със създаването на мрежа от салони и други организирани общности, с последващото превръщане на тези сдружения в директни шпионски клетки“.
Сталин заповядва „да се накажат негодниците“ по демонстративен начин и да се въведе съответна директива в законодателството. На първия етап са арестувани около 130 души, които правят необходимите признания след мъчения, а на 17 декември 1933 г. Президиумът на Централния изпълнителен комитет на СССР решава да разшири полето на наказателната отговорност до „неестествена връзка“. Членът е добавен към Наказателния кодекс на РСФСР под номер 154-а на 1 април 1934 г. в раздел „сексуални престъпления“. „Доброволният“ сексуален контакт между двама мъже се осъжда на три до пет години в лагери, а за „съжителство“ с употреба на насилие – от пет до осем.
Николай Клюев е първият известен хомосексуалист, пострадал от съветските репресии. Поетът е обвинен в писане на любовни текстове, „писани от мъж за мъж“. През февруари 1934 г. Клюев е арестуван в апартамента си по обвинение в „съставяне и разпространение на контрареволюционни литературни произведения“, а през 1937 г. е разстрелян.
В по-късни времена най-известната жертва на съветските репресии срещу ЛГБТ общността е филмовият режисьор Сергей Параджанов.

## Преселване на население
Преселването на население в Съветския съюз може да се раздели на следните основни категории: депортации на „антисъветски“ групи, които често са класифицирани като „врагове на народа“; депортации на цели националности; преместване на работна сила; и организирани миграции на население в противоположна посока, за да се запълнят етнически прочистените територии. В повечето случаи дестинациите са слабо населени и отдалечени райони (вижте Принудителни заселвания в Съветския съюз).
Цели народи и етнически групи биват колективно наказвани от съветското правителство за предполагаемото им сътрудничество с врага по време на Втората световна война. Най-малко девет различни етническо-лингвистични групи, включително етнически германци, етнически гърци, етнически поляци, кримски татари (признато за геноцид), балкарци, чеченци и калмици, са депортирани в отдалечени и ненаселени райони на Сибир и Казахстан. Корейци и румънци също са депортирани. За провеждането на масовите операции депортиране на милиони хора отговаря НКВД и много от депортираните загиват. Според различни източници са били депортирани над 6 милиона души, като броят на смъртните случаи варира между 800 000 и 1 500 000 само в СССР.

## ГУЛАГ
ГУЛАГ е отделът на НКВД, който управлява наказателната система от лагери за принудителен труд и свързаните с тях лагери за задържане и транзитни лагери и затвори. Въпреки че в тях са изпращани престъпници от всякакъв вид, системата ГУЛАГ става известна предимно като място за въдворяване на политически затворници и като механизъм за потискане на политическата опозиция срещу съветската държава .“

## Репресии в анексираните територии
В ранните години на Втората световна война Съветският съюз анексира територии в Източна Европа в резултат на Германо-съветския пакт и неговия Секретен допълнителен протокол.
В прибалтийските страни Естония, Латвия и Литва съветската власт извършва репресии и масови депортации. Инструкциите „За процедурата за извършване на депортиране на антисъветски елементи от Литва, Латвия и Естония“ съдържат подробни процедури и протоколи за депортирането на балтийски граждани. Създадени са и обществени трибунали, за да се накажат „предателите на народа“: онези, които не са изпълнили „политическия си дълг“ да гласуват за влизането на страните си в СССР. През първата година на съветската окупация, от юни 1940 г. до юни 1941 г., броят на потвърдените екзекуции, мобилизирани или депортирани се оценява на минимум 124 467 души: 59 732 в Естония, 34 250 в Латвия и 30 485 в Литва. Това включва 8 бивши държавни глави и 38 министри от Естония, 3 бивши държавни глави и 15 министри от Латвия, както и тогавашния президент, 5 министър-председатели и 24 други министри от Литва.

## След Сталин (1953 – 1991)
След смъртта на Сталин, потискането на несъгласието намалява драстично, но приема и нови форми. Вътрешните критици на системата биват осъждани за антисъветска агитация, антисъветски клевети или биват обвинявани, че са „социални паразити“. Други са неправилно обявени за страдащи от психични заболявания, например от бавна шизофрения и затваряни в психиатрични болници, използвани като затвори от съветските власти. Редица видни дисиденти, сред които Александър Солженицин, Владимир Буковски и Андрей Сахаров, са изпратени във вътрешно или външно изгнание.

## Жертви
Оценките за броя на смъртните случаи, приписвани конкретно на Йосиф Сталин, варират значително. Някои учени твърдят, че воденето на отчет за екзекуциите на политически затворници и етнически малцинства не е нито надеждно, нито пълно; други твърдят, че архивните материали съдържат неопровержими данни, далеч превъзхождащи източниците, използвани преди 1991 г., като например показания на емигранти и други информатори. Историците, работещи след разпадането на Съветския съюз, оценяват общия брой на жертвите от приблизително 3 милиона до близо 9 милиона. Някои учени все още твърдят, че броят на жертвите може да е и десетки милиони.
Американският историк Ричард Пайпс отбелязва: „Преброяванията разкриват, че между 1932 и 1939 г. – тоест след колективизацията, но преди Втората световна война – населението е намаляло с 9 до 10 милиона души. В най-новото си издание на „The Gret Terror“ (2007 г.) Робърт Конкуест заявява, че макар точните числа никога да не станат известни с пълна сигурност, най-малко 15 милиона души са били убити „от целия спектър от терор, прилаган от съветския режим“. Рудолф Ръмел през 2006 г. заявява, че по-ранните по-високи оценки за общия брой на жертвите са верни, въпреки че той включва и убитите от правителството на Съветския съюз в други източноевропейски страни. Напротив, Дж. Арч Гети и Стивън Г. Уиткрофт настояват, че отварянето на съветските архиви потвърждава по-ниските оценки, изложени от „ревизионистки“ учени. През 2003 г. Саймън Монтефиоре предполага, че Сталин в крайна сметка е отговорен за смъртта на най-малко 20 милиона души.
| Събитие                                | Смърт                  | Източници                      |
| -------------------------------------- | ---------------------- | ------------------------------ |
| 1 Червен терор                         | 50,000 – 2,000,000     |                                |
| 2 Разкулачване                         | 389,521 – 5,000,000    | [ 55 ]                         |
| 3 ГУЛАГ                                | 1,053,829 – 2,500,000  | [ 48 ]                         |
| 4 Голямата чистка                      | 683,692 – 1,200,000    | [ 48 ] [ 56 ]                  |
| 5 Депортиране на национални малцинства | 450,000 – 1,500,000    | [ 57 ] [ 40 ]                  |
| A Репресии извън глада                 | 2,627,042 – 12,200,000 | Сума от 1, 2, 3, 4 и 5 по-горе |
| 6 Гладът в Русия 1921 – 1922 г.        | 1,000,000 – 5,000,000  |                                |
| 7 Съветският глад от 1930 – 1933 г.    | 5,700,000 – 8,700,000  | [ 58 ] [ 59 ] [ 60 ]           |
| 8 Съветският глад 1946 – 1947          | 500,000 – 2,000,000    | :с. 233                        |
| B Смърт от глад                        | 7,200,000 – 15,700,000 | Сума от 6, 7 и 8 по-горе       |
| Общо                                   | 9,827,042 – 27,900,000 | Сума от А и Б по-горе          |

## В памет на жертвите
Денят на паметта на жертвите на политическите репресии (День памяти жертв политических репресий) се провежда официално на 30 октомври в Русия от 1991 г. Отбелязва се и в други бивши съветски републики, с изключение на Украйна, която има свой собствен ежегоден Ден на паметта на жертвите на политическите репресии от съветския режим, провеждан всяка година в третата неделя на май.
Членове на дружество „Мемориал“ вземат активно участие в подобни възпоменателни събирания. От 2007 г. насам „Мемориал“ организира и еднодневната церемония „Възстановяване на имената“ на Соловецкия камък в Москва на всеки 29 октомври. Организацията е забранена от руското правителство през 2022 г. Някои от дейностите на „Мемориал“ в областта на правата на човека продължават в Русия.
Стената на скръбта в Москва, открита през октомври 2017 г., е първият паметник в Русия, поръчан с президентски указ в памет на хора, убити по време на сталинските репресии в Съветския съюз.